# Бородавочники
Борода́вочники (лат. Phacochoerus) — род парнокопытных млекопитающих из семейства свиных, единственный современный род трибы Phacochoerini. Включает два вида: обыкновенный бородавочник (Phacochoerus africanus) и пустынный бородавочник (Phacochoerus aethiopicus). Ранее оба вида объединялись под названием Phacochoerus africanus. Широко распространены в Африке к югу от Сахары.

## Описание
Достигают 145—190 см в длину и 65—85 см в высоту при массе в 50—150 кг. Щетина в основном редкая, однотонной серой окраски. На шее и спине образуется грива, а на морде имеются своего рода бакенбарды; на кончике хвоста присутствует кисточка. Загнутые кверху клыки верхней челюсти отличаются своими большими размерами: у некоторых самцов длина клыков может превышать 60 см.  
Рыло у бородавочников длинное, покрытое кожными выростами, которые внешне напоминают бородавки (отсюда название). Такие выросты располагаются под глазами, сзади глаз, между углами рта и глазами, а также сбоку на нижней челюсти. У старых самцов «бородавки» настолько разрастаются, что уподобляются удлинённым шишкам. 

## Образ жизни
Как правило, держатся небольшими группами, состоящими из 1—3 самок и поросят, либо же стадами по 17—18 особей. Взрослые самцы обычно живут поодиночке. Пасутся в основном днём. Примечательно, что во время пастьбы бородавочники встают на запястья и даже передвигаются в такой позе (в результате, на запястьях у них развиваются толстые мозоли). Чаще всего пасущихся таким образом бородавочников наблюдают ранним утром и по вечерам. Ночь проводят в норах. Самостоятельно рыть норы не способны, но часто занимают норы трубкозубов, лишь незначительно расширяя их. 
Враги — львы, леопарды, гиеновидные собаки. Спасаясь от хищников, убегают со вздёрнутыми вверх хвостами. Защищаясь, могут использовать свои клыки. 

### Размножение
Половой зрелости достигают в 17—19 месяцев. Во время гона самцы бородавочников следуют за самками, издавая при этом звуки, сравнимые со звуками мотора. Иногда самцы бодаются, стоя на коленях, и при этом рычат, бьют хвостом по бокам. Бородавочники не применяют свои клыки во внутривидовых схватках, поэтому чаще всего драки остаются бескровными. 
К размножению способны на протяжении всего года, хотя чаще всего поросята рождаются в периоды дождей (за год нередко бывает два помёта). Самка приносит 2—4 поросят, но иногда рождается до 7 детёнышей. 

## Виды
| Иллюстрация | Название                                           | Охранный статус | Ареал                                         |
| ----------- | -------------------------------------------------- | --------------- | --------------------------------------------- |
|             | Обыкновенный бородавочник (Phacochoerus africanus) | [ 7 ]           | Распространение вида Возможные места обитания |
|             | Пустынный бородавочник (Phacochoerus aethiopicus)  | [ 8 ]           |                                               |

Номинативный подвид пустынного бородавочника, P. a. aethiopicus, обитавший на юге Африки, вымер в 1870-х годах.